# Сордъёль (приток Куломъю)
Сордъёль (устар. Сорд-Ёль) — река в России, течёт по территории Усть-Куломского района Республики Коми. Устье реки находится в 8 км по правому берегу реки Куломъю. Длина реки составляет 35 км.

## Данные водного реестра
По данным государственного водного реестра России относится к Двинско-Печорскому бассейновому округу, водохозяйственный участок реки — Вычегда от истока до города Сыктывкара, речной подбассейн реки — Вычегда. Речной бассейн реки — Северная Двина.
Код объекта в государственном водном реестре — 03020200112103000016163.